# Microakodontomys transitorius
Microakodontomys transitorius (Hershkovitz, 1993) è un roditore della famiglia dei Cricetidi, unica specie del genere Microakodontomys (Hershkovitz, 1993), endemico del Brasile.

## Descrizione

### Dimensioni
Roditore di piccole dimensioni, con la lunghezza della testa e del corpo di 70 mm, la lunghezza della coda di 93 mm, la lunghezza del piede di 21 mm e la lunghezza delle orecchie di 13 mm.

### Caratteristiche craniche e dentarie
Il cranio presenta un rostro relativamente lungo ed affusolato e una regione inter-orbitale stretta e liscia. Gli incisivi superiori sono arancioni ed opistodonti, ovvero con le punte rivolte verso l'interno. I molari sono brachiodonti, ossia con una corona molto bassa e privi di una cuspide, il mesolofo/mesolofide, presente invece in tutte le altre forme simili.
Sono caratterizzati dalla seguente formula dentaria:

### Aspetto
La pelliccia è lucida e soffice. Le parti dorsali sono giallo-brunastre con striature nerastre e la base dei peli scura, mentre le parti ventrali sono più chiare. Il muso è lungo ed appuntito, una striscia nerastra si estende su ogni lato dalla punta del naso alla base anteriore dell'occhio, il quale è circondato da un anello nerastro. I piedi sono lunghi e sottili, lievemente palmati e con le piante fornite di sei piccoli cuscinetti carnosi. La coda è più lunga della testa e del corpo, è scura sopra e più chiara sotto.

## Biologia

### Comportamento
È una specie terricola.

## Distribuzione e habitat
Questa specie è conosciuta soltanto attraverso due individui catturati all'interno e fuori il Parco Nazionale di Brasilia.
Vive nelle zone di transizione tra le foreste e i pascoli presenti nel cerrado.

## Conservazione
La IUCN Red List, considerato l'estensione del proprio areale inferiore a 5.000 km², la sua distribuzione seriamente frammentata e il continuo declino nella qualità ed estensione del proprio habitat, classifica M.transitorius come specie in pericolo (EN).